# Squalus montalbani
Squalus montalbani е вид хрущялна риба от семейство Squalidae. Видът е световно застрашен, със статут Уязвим.

## Разпространение
Разпространен е в Австралия (Западна Австралия, Куинсланд и Нов Южен Уелс), Индонезия и Филипини.